# DHC Slavia Prague
Ne doit pas être confondu avec Sparta Prague HC.

Logo du DHC Slavia Prague

Le DHC Slavia Prague est la section de handball féminin du club omnisports Slavia Prague basé à Prague en Tchéquie .
Fondée en 1919, la section remporte quatre titres de champion de Tchécoslovaquie entre 1926 et 1935 en handball à onze. Renommée Dinamo Prague entre 1949 et 1965, il remporte en 1960 son premier titre en handball à sept, ce qui lui permet de participer la saison suivante à la première édition de la Coupe des clubs champions où le club s'incline en finale face au Ştiinţa Bucarest.

## Palmarès
Compétitions nationales
- Championnat de Tchécoslovaquie (handball à onze) (4) : 1926, 1929, 1933, 1935
- Championnat de Tchécoslovaquie (handball à sept) (3) : 1960, 1991, 1993
- Championnat de Tchéquie (7) : 1994, 1999, 2000, 2001, 2002, 2007, 2010

Compétitions internationales
- Finaliste de la première édition de la Coupe des clubs champions (C1) en 1961
- Demi-finaliste de la Coupe de l'EHF (C3) en 2001

## Joueuses liées au club
- Klára Černá
- Jana Knedlíková
- Veronika Malá
- Monika Rajnohová
- Klara Zachova